# آنتونیو کابررا (بازیکن فوتبال اهل آرژانتین)
آنتونیو کابررا (اسپانیایی: Antonio Cabrera‎؛ زادهٔ ۱۷ اکتبر ۱۹۴۳) بازیکن فوتبال اهل آرژانتین بود.
از باشگاه‌هایی که در آن بازی کرده‌است می‌توان به باشگاه فوتبال بوکا جونیورز اشاره کرد.
وی همچنین در تیم ملی فوتبال آرژانتین بازی کرده‌است.